# Crestwood (Missouri)
Crestwood é uma cidade localizada no estado americano do Missouri, no Condado de St. Louis.

## Demografia
Segundo o censo americano de 2000, a sua população era de 11.863 habitantes.
Em 2006, foi estimada uma população de 11.579, um decréscimo de 284 (-2.4%).

## Geografia
De acordo com o United States Census Bureau tem uma área de 9,3 km², dos quais 9,3 km² cobertos por terra e 0,0 km² cobertos por água.

## Localidades na vizinhança
O diagrama seguinte representa as localidades num raio de 4 km ao redor de Crestwood.